# Spannum
Spannum (Fries: Spannum, [’spɔnəm]) is een dorp in de gemeente Waadhoeke, in de Nederlandse provincie Friesland. Spannum ligt ten zuidoosten van Franeker, tussen Wommels en Winsum. In het dorp ligt Spannumer Opvaart, of de Lange Daam. In 2023 telde het dorp 260 inwoners. In het postcodegebied van Spannum ligt de buurtschap Bonkwerd.
Vanuit het dorp loopt een eeuwenoud kerkpad via Bonkwerd naar het dorp Edens. De dorpen Spannum en Edens hadden tot 2017 een gezamenlijke dorpsbelangenvereniging. 

## Geschiedenis
Spannum is een eeuwenoud terpdorp. In de 13e eeuw werd de plaats al Spannum genoemd en in 1482 werd de naam Spanmaghae gebruikt. Wat de plaatsnaam precies betekent, is niet bekend; mogelijk wijst het deel 'spann'  op een strook land, iets van 'een hands breedte' of iets dat twee dingen met elkaar verbindt. Minder voor de hand liggend is een verwijzing naar de persoon 'Span'. Het tweede deel 'um' verwijst naar een woonplaats.
Tot in de 19e eeuw was het dorp alleen over water te bereiken via de Spannumer Opvaart ofwel Lange Daam. De aanleg van een weg in de 2e helft van de 19e eeuw zorgde voor een flinke bevolkingsgroei van 177 inwoners in 1840 naar 319 inwoners in 1875.

## Kerk en andere monumenten
De kerk van Spannum, oorspronkelijk gewijd aan Sint Remigius, heeft een zadeldaktoren uit de 15e eeuw. Het noordwerk van het kerkschip is waarschijnlijk gebouwd in de 14e eeuw en bestaat uit kloostermoppen. Begin 20e eeuw is een in eclectische stijl gebouwd stookhok aan de kerk vastgebouwd. 

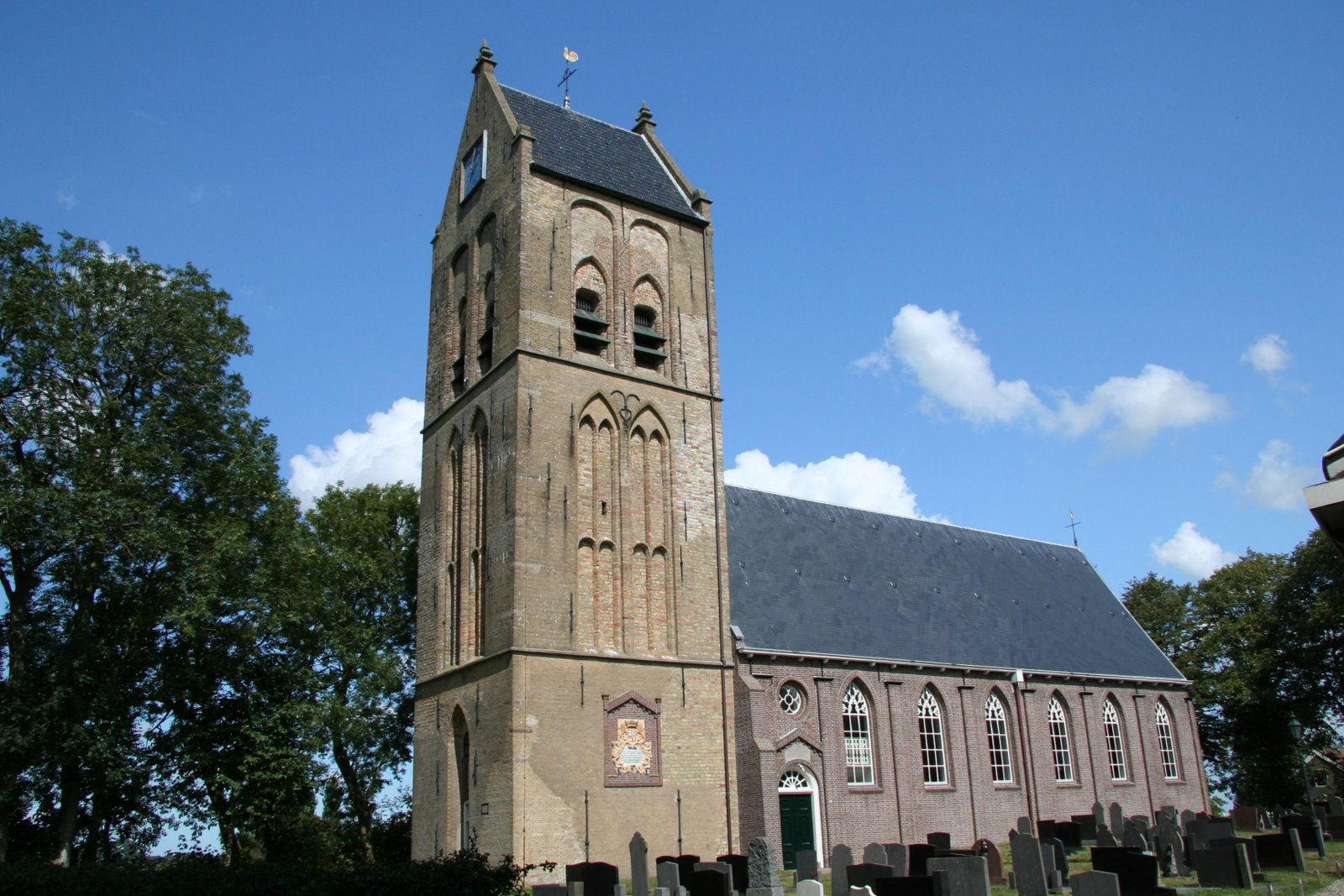
Kerk van Spannum

Andere monumentale panden zijn: de oude kostschool (1878), de voormalige naaischool (1913), de Hervormde pastorie en enkele kop-hals-rompboerderijen uit de 18e en 19e eeuw. Zie ook: Lijst van rijksmonumenten in Spannum

## Sport
Spannuh heeft diverse sportverenigingen, zoals de kaatsvereniging  KF Set Troch, uit 1959 en de korfbalvereniging Spannum.

## Cultuur
De Fanfare Oranje werd in 1898 opgericht. Er is een eigen dorpsfeest als een gezamenlijk dorpsfeest met Edens.
In 2008 is een nieuwe brassband ontstaan onder de naam Greidebrass, sindsdien repeteren zij elke maandagavond in het dorpshuis 'Ús Gebou'.

## Onderwijs
In het midden van het dorp staat de basisschool, De Tarissing. 

## Bekende (ex-)inwoners
Spannum was van 1840 tot 1855 de woonplaats van de bekende Friese volksschrijver Waling Dykstra. Kunstenares Claudy Jongstra woont en werkt in Spannum en houdt ten behoeve van haar textielkunst een kudde Drentse heideschapen.

### Geboren in Spannum
- Syp Wynia (1953), journalist

Steden, dorpen en gehuchten: Achlum · Baijum · Beetgum · Beetgumermolen · Berlikum · Blessum · Boer · Boksum · Deinum · Dongjum · Dronrijp · Engelum · Firdgum · Franeker · Herbaijum · Hitzum · Klooster-Lidlum · Marssum · Menaldum · Minnertsga · Nij Altoenae · Oosterbierum · Oude Leije (klein deel) · Oudebildtzijl · Peins · Pietersbierum · Ried · Ritsumazijl · Schalsum · Schingen · Sexbierum · Sint Annaparochie · Sint Jacobiparochie · Slappeterp · Spannum · Tzum · Tzummarum · Vrouwenparochie · Welsrijp · Westhoek · Wier · Winsum · Zweins

Buurtschappen: Arkens · Bonkwerd · De Vlaren · Dijkshoek · Doijum · Fatum · Hatsum · Het Hooghout · Kie · Kiesterzijl · Kingmatille · Klooster Anjum · Koehool · Laakwerd · Lutjelollum · Miedum · Nieuwebildtzijl · Oosterend · Oosthoek · Rewerd (deels) · Roptazijl (deels) · Salverd · Schildum · Sopsum · Stad Niks · Tolsum · Tritzum · Tjeppenboer · Vrouwbuurtstermolen (deels) ·  Weakens · Westerend · Zwarte Haan

Voormalige buurtschappen:Barrum · De Kampen · De Poelen · Dijksterhuizen · Franjumerburen · Holprijp · Koum · Langwerd · Teetlum · Memerd · War 

Friesland: Steden en dorpen      Nederland: Provincies · Gemeenten